# 싼디먼향

싼디먼 향의 위치

싼디먼향(한국어: 삼지문향, 중국어: 三地門鄉, 병음: Sāndìmén Xiāng)은 중화민국 핑둥 현의 향이다. 넓이는 196.3965km2이고, 인구는 2015년 8월 기준으로 7,702명이다.

## 지리
싼디먼 향은 핑둥 현 북단에 위치하고, 북쪽은 가오슝 현 마오린 향과 동쪽은 우타이 향과 서쪽은 가오수 향과 남쪽은 네이푸 향, 마자 향과 각각 접하고 있다. 산지와 평원의 경계에 위치하고 향내에는 구릉 지대가 대부분을 차지하며 해발은 100~2,159m이다. 아이랴오시(隘寮渓)가 향내를 흐르고 있다. 주민은 파이완족이 다수를 차지하고 있다.

## 역사
싼디먼 향은 파이완어로 '스티모르'로 불리고 있었지만, 복건으로부터의 입식자에 의해 동음의 산저모(山豬毛) 혹은 산지문(山地門)으로 불리게 되었다. 1935년, 일본 정부는 파이완족의 티모르사(Timor), 타라바찰사(Talavatsal), 사라라우사(Saralau)의 3사를 현재의 싼디먼 지구로 이주시켜 취락을 건설했다. 당시에는 다카오 주 헤이토 군의 관할이며, 산치몬(三地門)으로 불리고 있었다. 전후에는 가오슝 현 싼디멍 향(三地盟鄉)이었다가 1947년에 싼디 향(三地鄉)으로 개칭되어, 1950년에 핑둥 현에 귀속했다. 1992년 8월에 싼디먼 향으로 개칭되어 현재에 이르고 있다.